# Mastixis
Mastixis is een geslacht van vlinders van de familie spinneruilen (Erebidae), uit de onderfamilie Herminiinae.

## Soorten
- M. aeneas Schaus, 1916
- M. albilimbata Dognin, 1914
- M. angitia Druce, 1891
- M. anthores Druce, 1891
- M. aonia Druce, 1891
- M. apsinthes Druce, 1891
- M. aspisalis Walker, 1859
- M. bisignalis Walker, 1862
- M. castronalis Schaus, 1916
- M. comptulalis Guenée, 1854
- M. chloe Schaus, 1913
- M. dukinfieldi Schaus, 1916
- M. hipocoon Schaus, 1916
- M. hyades Dognin, 1914
- M. infuscata Dognin, 1914
- M. languida Dognin, 1914
- M. lineata Schaus, 1906

- M. lysianiax Druce, 1891
- M. macedo Druce, 1891
- M. malis Druce, 1891
- M. polybealis Walker, 1856
- M. rilmela Dyar, 1927
- M. stalemusalis Walker, 1859
- M. stigmalis Guenée
- M. tessellata Druce, 1891
- M. turrialbensis Schaus, 1913